# Akulincy
Akulincy (biał. Акулінцы; ros. Акулинцы) – wieś na Białorusi, w obwodzie mohylewskim, w rejonie mohylewskim, w sielsowiecie Suchary.
Wieś Okulnicze ekonomii mohylewskiej w drugiej połowie XVII wieku. 
Urodził tu się białoruski polityk Uładzimir Kanaplou.